# 임시수도
임시수도(臨時首都)는 내전이나 외국의 침략 등으로 본래의 수도가 점령되거나 함락 위험에 처하게 되었을 경우, 정부에 의해 일시적으로 수도(首都)의 기능을 하도록 선택된 도시를 말한다.

## 임시수도의 예

### 대한민국
- 대전 : 한국 전쟁 중 1950년 6월 27일 - 7월 16일
- 대구 : 한국 전쟁 중 1950년 7월 16일 - 8월 17일
- 부산 : 한국 전쟁 중 1950년 8월 18일 - 10월 27일 / 1951년 1월 4일 - 1953년 8월 14일
- 세종 : 1970년대(백지계획 참조)

### 조선민주주의인민공화국
- 평양 : 1948년 - 1972년

조선민주주의인민공화국의 초기 헌법상 수도는 서울이었으며, 1972년부터는 평양을 법적인 수도로 인정하였다.
- 강계 : 한국 전쟁 중 1950년 10월 9일 - 12월 5일

평양이 대한민국 국군과 국제연합군에 점령돼 임시수도가 되었다.

### 중화민국
- 충칭(重慶) : 1937년 - 1945년

중일전쟁 중 본래 수도인 난징(南京)이 일본군에 점령돼 임시수도가 되었다.
- 타이베이(臺北) : 1949년 - 현재

국공내전 이후 중국 국민당은 중화민국의 수도를 광저우(廣州), 충칭(重慶), 청두(成都)로 옮기다가 결국 타이베이시로 정부를 옮겨 임시수도로 삼았다.

### 서독
- 본 : 1949년 - 1991년

독일 분단 기간에 베를린(서베를린)이 독일 민주 공화국 영역 내에 둘러싸여 위치하게 됨에 따라, 본이 사실상 서독(독일 연방 공화국)의 임시수도 역할을 하였다.

### 기타
- 카우나스 : 1920년 - 1940년 리투아니아의 임시수도

양차 세계대전 사이에 본래 수도인 빌뉴스가 폴란드의 영토가 되어 리투아니아 정부는 카우나스에 임시수도를 두었다.
- 텔아비브 : 1948년 - 1967년 이스라엘의 임시수도

수도인 예루살렘의 동부 지역이 요르단 영토였기 때문에 제3차 중동 전쟁으로 동예루살렘을 점령할 때까지 텔아비브에 임시수도를 두었다.
- 아덴 : 예멘의 임시수도

수도인 사나가 후티 반군에게 점령당했기 때문에 아덴을 임시수도로 두고 싸우고 있다.

## 같이 보기
- 한국 전쟁의 임시 수도